# Flers-sur-Noye
Flers-sur-Noye är en kommun i departementet Somme i regionen Hauts-de-France i norra Frankrike. Kommunen ligger i kantonen Ailly-sur-Noye som tillhör arrondissementet Montdidier. År 2022 hade Flers-sur-Noye 522 invånare.

## Befolkningsutveckling
Antalet invånare i kommunen Flers-sur-Noye
| Referens: INSEE |